# Lensk
Lensk (en ruso: Ленск, romanizado: Lensk, en yakuto: Лиэнскэй, romanizado: Lienskéy) es una ciudad en el suroeste de la República de Sajá en Rusia, muy cerca de la frontera con el óblast de Irkutsk. Está situada en la orilla izquierda del río Lena. Su población en el año 2005 era de 24 581 habitantes.
Se encuentra a 840 kilómetros al oeste de la capital Yakutsk y está conectada por carretera con Mirny y por línea aérea regular con Mirny, Yakutsk y Irkutsk. Como puerto más importante sobre el río Lena, Lensk se ha desarrollado como punto neurálgico de la industria regional del diamante.

## Historia

Mapa del río Lena en el que aparece sobre su curso medio-alto Lensk

El asentamiento original se fundó el año 1663 en una zona conocida como Mujtuy (Мухтуй) y se llamó originalmente Mujtuya (Мухтуя). Para servir a la segunda expedición a península de Kamchatka de Vitus Bering, en 1735 se abrió una estación postal. Durante el siglo XIX y principios del XX la ciudad acogió muchos exiliados políticos. 
La ciudad experimentó un rápido crecimiento durante el siglo XX debido al descubrimiento y desarrollo de varias minas de diamantes en la depresión de Vilyuya.
Al ser la ciudad más próxima a la mayor extracción de Kimberlita, en la Mina Mir se produjo un gran crecimiento en el sector de la construcción. En 1956 se hicieron carreteras para conectar Lensk con la futura ciudad de Mirny y se construyó el puerto.
En reconocimiento como ciudad le llegó en el año 1963.
En marzo-abril de 2001 se produjo la peor inundación en la historia de la ciudad. Más del 30% de los edificios residenciales de Lensk quedaron destruidos. En 2018, comenzó un programa de innovación para la ciudad de Lensk, que prevé la nueva división de la Plaza Lenin, la construcción de la Plaza de los Antiguos en Mujtuya (casco antiguo) y otros proyectos para mejorar la ciudad.

## Economía
Además de la industria del diamante y del sector de la construcción, Lensk destaca en el sector de la madera y por las fábricas de paneles para la construcción de pisos. En la ciudad también se encuentra el centro científico de Yakutalmaz.

## Clima
Lensk, aunque es una ciudad con los inviernos más suaves en comparación con otras ciudades de Sajá, al mismo tiempo no pretende ser la más calurosa, aunque no está lejos de este título; al final de los primeros diez días de julio de 1945 en la estación meteorológica del pueblo de Komaka hacía aún más calor, la temperatura alcanzó los +39,2 C regionales y este máximo de julio supera claramente a Lensk como pico del verano por separado para este mes, estos máximos también superan a los de Verkhoyansk y Yakutsk. En el período de mayo a septiembre, las mínimas en Lensk son las más suaves en Yakutia; en términos de ausencia de heladas en el período cálido, no tiene precedentes en Yakutia debido a su ubicación más cálida; es interesante que en términos de mínimas invernales, Lensk es muy similar a Chara en Transbaikalia; el mínimo de febrero, como en Chara, es algo menor que -56°, y en todas las temperaturas invernales se presentó esta temperatura, y el máximo absoluto de mayo en Lensk (+33°) es uno de la más alta en Yakutia y casi igual a Moscú y en Uchura como la más alta en Sakha, la más alta también se observó en Lensk la temperatura de verano hasta julio y el máximo absoluto en Yakutia en la primera mitad del año, superando notablemente los máximos de julio. Agosto. El máximo absoluto del período de mayo a agosto-principios de septiembre en Lensk es el más alto de toda Yakutia, además el mínimo absoluto de octubre es de sólo -32,8°, lo que lo convierte en el más alto de Yakutia y +0,5° más alto que el mínimo más alto de abril. En Sajá, cerca de Yugorenok, la mínima de -15° en mayo también es más alta que en casi todo el resto de Yakutia, la mínima de agosto -5,5° es también una de las más altas en Sajá. El mes de invierno más frío en Lensk fue diciembre de 2000 con -39°, así como enero de 1940 con -38,5°, además este es uno de los pocos puntos en Yakutia donde la temperatura mensual de abril nunca alcanzó los -10°, con una mínima de abril 1966 -9,8°, y el abril de 1997 más cálido también tiene el récord para toda Yakutia con +2,4°, en marzo de 1990 la temperatura mensual alcanzó -4,2°, lo que también es un récord para toda Yakutia, en el mismo En la primavera de mayo de 1990, el más cálido se registró +10,1° Los dos meses de verano más fríos en Lensk fueron junio de 1965 con +11,9° y agosto de 1940 con +11,7°, y el noviembre más cálido de 1978 fue -8,4°, que es +37,7° más alto que el noviembre más frío en Yakutia. Es interesante que el mes de agosto de 1998 fue el más cálido: +17,2°, lo que casi corresponde a la norma moderna en Moscú; también aquí en Yakutia septiembre no fue más frío que +2,6° (1957).
| Parámetros climáticos promedio de Lensk | Parámetros climáticos promedio de Lensk | Parámetros climáticos promedio de Lensk | Parámetros climáticos promedio de Lensk | Parámetros climáticos promedio de Lensk | Parámetros climáticos promedio de Lensk | Parámetros climáticos promedio de Lensk | Parámetros climáticos promedio de Lensk | Parámetros climáticos promedio de Lensk | Parámetros climáticos promedio de Lensk | Parámetros climáticos promedio de Lensk | Parámetros climáticos promedio de Lensk | Parámetros climáticos promedio de Lensk | Parámetros climáticos promedio de Lensk |
| Mes                                     | Ene.                                    | Feb.                                    | Mar.                                    | Abr.                                    | May.                                    | Jun.                                    | Jul.                                    | Ago.                                    | Sep.                                    | Oct.                                    | Nov.                                    | Dic.                                    | Anual                                   |
| --------------------------------------- | --------------------------------------- | --------------------------------------- | --------------------------------------- | --------------------------------------- | --------------------------------------- | --------------------------------------- | --------------------------------------- | --------------------------------------- | --------------------------------------- | --------------------------------------- | --------------------------------------- | --------------------------------------- | --------------------------------------- |
| Temp. máx. abs. (°C)                    | -0.1                                    | 2.2                                     | 12.6                                    | 18.9                                    | 33.0                                    | 39.0                                    | 37.3                                    | 36.3                                    | 27.2                                    | 17.2                                    | 8.0                                     | 4.7                                     | '                                       |
| Temp. máx. media (°C)                   | -25.3                                   | −20.3                                   | −8.4                                    | 2.2                                     | 11.6                                    | 21.1                                    | 23.9                                    | 20.1                                    | 11.1                                    | −1.5                                    | −15.6                                   | −24.1                                   | -0.4                                    |
| Temp. media (°C)                        | −29.0                                   | −25.6                                   | −15.4                                   | −3.6                                    | 6.1                                     | 14.7                                    | 17.7                                    | 14.0                                    | 5.8                                     | −5.3                                    | −19.5                                   | −27.9                                   | -5.7                                    |
| Temp. mín. media (°C)                   | −34.1                                   | −32.2                                   | −24.3                                   | −11.9                                   | -1.1                                    | 6.7                                     | 10.0                                    | 7.1                                     | 0.3                                     | −10.2                                   | −24.9                                   | −32.8                                   | -12.3                                   |
| Temp. mín. abs. (°C)                    | −55.8                                   | −56.1                                   | −47.2                                   | −37.8                                   | −15.0                                   | −5.9                                    | −3.0                                    | −5.5                                    | −12.8                                   | −32.8                                   | −48.9                                   | −56.1                                   | '                                       |
| Precipitación total (mm)                | 24.9                                    | 23.3                                    | 17.9                                    | 34.2                                    | 42.6                                    | 69.7                                    | 50.3                                    | 59.3                                    | 65.0                                    | 43.0                                    | 38.2                                    | 24.8                                    | 493.2                                   |
| Fuente: climatebase.ru (1948-2011)      |                                         |                                         |                                         |                                         |                                         |                                         |                                         |                                         |                                         |                                         |                                         |                                         |                                         |

## Lugares de interés
En Lensk hay un museo de historia y una rama del Instituto Politécnico de Irkutsk. A 7 kilómetros al sudoeste de la ciudad hay una cueva cárstica con una cascada de 25 metros y un lago cárstico.